# Bezetting ter bede
Een bezetting ter bede (Frans: occupation à titre précaire) in België is een overeenkomst waarbij de ene partij, de verlener, de andere partij, de bezetter, het recht of de gunst verleent om gebruik te maken van een onroerend goed eventueel tegen betaling van een bepaalde periodieke vergoeding. De bezetting ter bede wordt gekenmerkt door haar voorlopig karakter, wat inhoudt dat de bezetting te allen tijde kan worden opgezegd door een van de partijen. Door het precaire karakter van de bezetting ter bede bestaat er geen zekerheid wat betreft de duur en stabiliteit van het contract.
Het is niet toegestaan een bezetting ter bede te pas en te onpas te gebruiken. Doordat men spreekt van een uitzonderingscontract mag men in normale omstandigheden een overeenkomst niet kwalificeren als een bezetting ter bede om te ontsnappen aan de dwingende regels van een ander regime, door bijvoorbeeld een woninghuurovereenkomst contractueel te omschrijven als een bezetting ter bede. De rechter zal in concreto moeten beslissen of een bezetting ter bede gerechtvaardigd is. Daarbij zal de rechter nagaan of de verhuurder een ernstige reden had om zich niet voor lange tijd te verbinden en of er omstandigheden bestaan die een bezetting ter bede rechtvaardigen.
De bezetting ter bede wordt niet wettelijk geregeld maar wordt wel erkend en aanvaard door de rechtspraak.
Vaak ziet men dat, in het kader van woninghuur, de woninghuurovereenkomst contractueel gekwalificeerd wordt als een bezetting ter bede om zo te ontsnappen aan de dwingende bepalingen van de Woninghuurwet van 20 februari 1991. Hetzelfde geldt voor handelshuur. De rechter zal dan geen rekening houden met deze contractuele kwalificatie: enkel relevant is de vraag of er voldaan is aan de voorwaarden van woning- of handelshuur.